# 周田镇 (惠来县)
周田镇，是中华人民共和国广东省揭阳市惠来县下辖的一个行政建制镇。

## 行政区划
周田镇下辖以下地区：
周山社区、前湖村、考山村、华厝村、径口村、厝坑村、黄岗村、新乡村、兴岗村、崎分村、狮石村、杭美村、头径村、仙埔村、象岗村、武宁村、仙家村和青洲村。